# یوسیف بارتا
یوسیف بارتا (رومانیایی: Iosif Bartha; ۱۸ ژوئیهٔ ۱۹۰۲ – ۲۶ اکتبر ۱۹۵۷) بازیکن فوتبال اهل رومانی بود.
وی همچنین در تیم ملی فوتبال رومانی بازی کرده‌است.